# Natalia Mielnikowa
Natalia Mielnikowa (ros. Наталья Мельникова, ur. 26 sierpnia 1981 w Saratowie) – rosyjska wioślarka.

## Osiągnięcia
- Mistrzostwa Świata – Banyoles 2004 – czwórka bez sternika – 2. miejsce[1].
- Mistrzostwa Świata – Eton 2006 – ósemka – 9. miejsce[1].
- Mistrzostwa Świata – Monachium 2007 – ósemka – brak[1][2].
- Mistrzostwa Świata – Linz 2008 – czwórka bez sternika – brak[1][2].
- Mistrzostwa Europy – Brześć 2009 – ósemka – 4. miejsce[1].
- Mistrzostwa Europy – Montemor-o-Velho 2010 – ósemka – 5. miejsce[1].